# Santiago Rebagliati
Santiago Edgardo Rebagliati Patroni (Lima, 1 de agosto de 1996) es un exfutbolista peruano. Jugaba como delantero y su último equipo fue el Alianza Atlético de Sullana de la Liga 1 del Perú.

## Trayectoria

### Sporting Cristal
Fue formado en las divisiones inferiores del Sporting Cristal. En 2016 fue el máximo anotador del Torneo de Promoción y Reserva, y campeonó con su equipo al ganar 3-1 al UTC.
Jugó por primera vez con el club rímense en la victoria 3-1 ante Real Garcilaso, donde ingresó en el minuto 86 en lugar de por Carlos Lobatón.

#### Préstamos
A inicios de 2017 fue cedido a Deportivo Municipal, donde jugó pocos partidos, y anotó un gol. Su primer partido internacional fue una derrota 0-1 ante Independiente del Valle, donde ingresó a los 74 minutos en lugar de Pedro Gutiérrez. Regresó a mediados de año al cuadro bajopontino.
En 2018, nuevamente fue cedido al UTC de Cajamarca, donde no fue tomado en cuenta, y solo jugó un partido. A mediados de ese año fue cedido al Atlético Sanluqueño de España, donde jugó en el equipo de la reserva.

### Unión Comercio
En 2019, se fue al Unión Comercio, donde no logra consolidarse en el equipo, y apenas juega cinco partidos.

### Universidad San Martín
A mediados de 2019, fue fichado por la Universidad San Martín,  donde obtuvo más regularidad. Marcó su primer gol con el club en la victoria 3-1 ante Ayacucho FC a los 53 minutos.

### Ayacucho FC
Sería presentado mediante las redes del club para disputar la temporada 2022.

### Alianza A. Sullana
Con la camiseta del atlético jugó por 2 temporadas 2023-2024, a finales de 2023 extendería su contrato un año más.

## Retiro Profesional
Dijo adiós al fútbol a inicios de año 2025, dio a conocer su retiro en un podcast donde estaba acompañado de su papá y periodista Diego Rebagliati, además explicó los motivos: "No conseguí lo que quería en términos de ofertas, tomé la decisión de no jugar más, yo quiero estar aquí en Lima, ya me toca estar en Lima, y ahora me enfocó en cosas laborales que me interesan".

## Estadísticas

### Clubes
Actualizado el 15 de septiembre de 2023.
| Sporting Cristal Perú                      | 2016             | 1ª               | 5  | 0 | — | — | 0 | 0 | 5  | 0 |
| Sporting Cristal Perú                      | 2017             | 1ª               | 0  | 0 | — | — | 0 | 0 | 0  | 0 |
| Sporting Cristal Perú                      | Total club       | Total club       | 5  | 0 | 0 | 0 | 0 | 0 | 5  | 0 |
| Deportivo Municipal Perú                   | 2017             | 1ª               | 4  | 1 | — | — | 1 | 0 | 5  | 1 |
| Deportivo Municipal Perú                   | Total club       | Total club       | 4  | 1 | 0 | 0 | 1 | 0 | 5  | 1 |
| UTC Perú                                   | 2018             | 1ª               | 1  | 0 | — | — | — | — | 1  | 0 |
| UTC Perú                                   | Total club       | Total club       | 1  | 0 | 0 | 0 | 0 | 0 | 1  | 0 |
| Atlético Sanluqueño España                 | 2018-19          | 3ª               | 6  | 1 | — | — | — | — | 6  | 1 |
| Atlético Sanluqueño España                 | Total club       | Total club       | 6  | 1 | 0 | 0 | 0 | 0 | 6  | 1 |
| Unión Comercio Perú                        | 2019             | 1ª               | 5  | 0 | 0 | 0 | — | — | 5  | 0 |
| Unión Comercio Perú                        | Total club       | Total club       | 5  | 0 | 0 | 0 | 0 | 0 | 5  | 0 |
| Universidad San Martín Perú                | 2019             | 1ª               | 3  | 0 | 0 | 0 | — | — | 3  | 0 |
| Universidad San Martín Perú                | 2020             | 1ª               | 18 | 3 | — | — | — | — | 18 | 3 |
| Universidad San Martín Perú                | 2021             | 1ª               | 8  | 0 | 1 | 0 | — | — | 9  | 0 |
| Universidad San Martín Perú                | Total club       | Total club       | 29 | 3 | 1 | 0 | 0 | 0 | 30 | 3 |
| Ayacucho FC Perú                           | 2022             | 1ª               | 10 | 1 | — | — | 2 | 0 | 12 | 1 |
| Ayacucho FC Perú                           | Total club       | Total club       | 10 | 1 | 0 | 0 | 2 | 0 | 12 | 1 |
| Alianza Atlético Perú                      | 2023             | 1ª               | 13 | 0 | — | — | — | — | 13 | 0 |
| Alianza Atlético Perú                      | Total club       | Total club       | 13 | 0 | 0 | 0 | 0 | 0 | 13 | 0 |
| Total en carrera                           | Total en carrera | Total en carrera | 73 | 6 | 1 | 0 | 3 | 0 | 76 | 6 |
| (1) Incluye datos de la Copa Libertadores. |                  |                  |    |   |   |   |   |   |    |   |

## Palmarés

### Campeonatos nacionales
- Campeón Primera División del Perú: 2016.